# Sexbandad laxkarp
Sexbandad laxkarp (Distichodus sexfasciatus) är en fiskart som beskrevs av Boulenger, 1897. Sexbandad laxkarp ingår i släktet Distichodus och familjen Distichodontidae. IUCN kategoriserar arten globalt som livskraftig. Inga underarter finns listade i Catalogue of Life.